# Bolitoglossa porrasorum
Espèce
Statut de conservation UICN

 EN B1ab(iii) : En danger
Bolitoglossa porrasorum est une espèce d'urodèles de la famille des Plethodontidae.

## Répartition
Cette espèce est endémique du département de Yoro au Honduras. Elle se rencontre entre 980 et 1 920 m d'altitude dans la montaña de Pijol, la montaña Macuzal et la cordillère Nombre de Dios.

## Étymologie
Cette espèce est nommée en l'honneur de Jorge Porras Zúniga et de Jorge Porras Orellana, le père et le fils, pour leur aide et leur amitié.

## Publication originale
- McCranie & Wilson, 1995 : A new species of salamander of the Bolitoglossa dunni group (Caudata: Plethodontidae) from northern Honduras. Herpetologica, vol. 51, no 2, p. 131-140.